# Hubertus Cato Waldeck

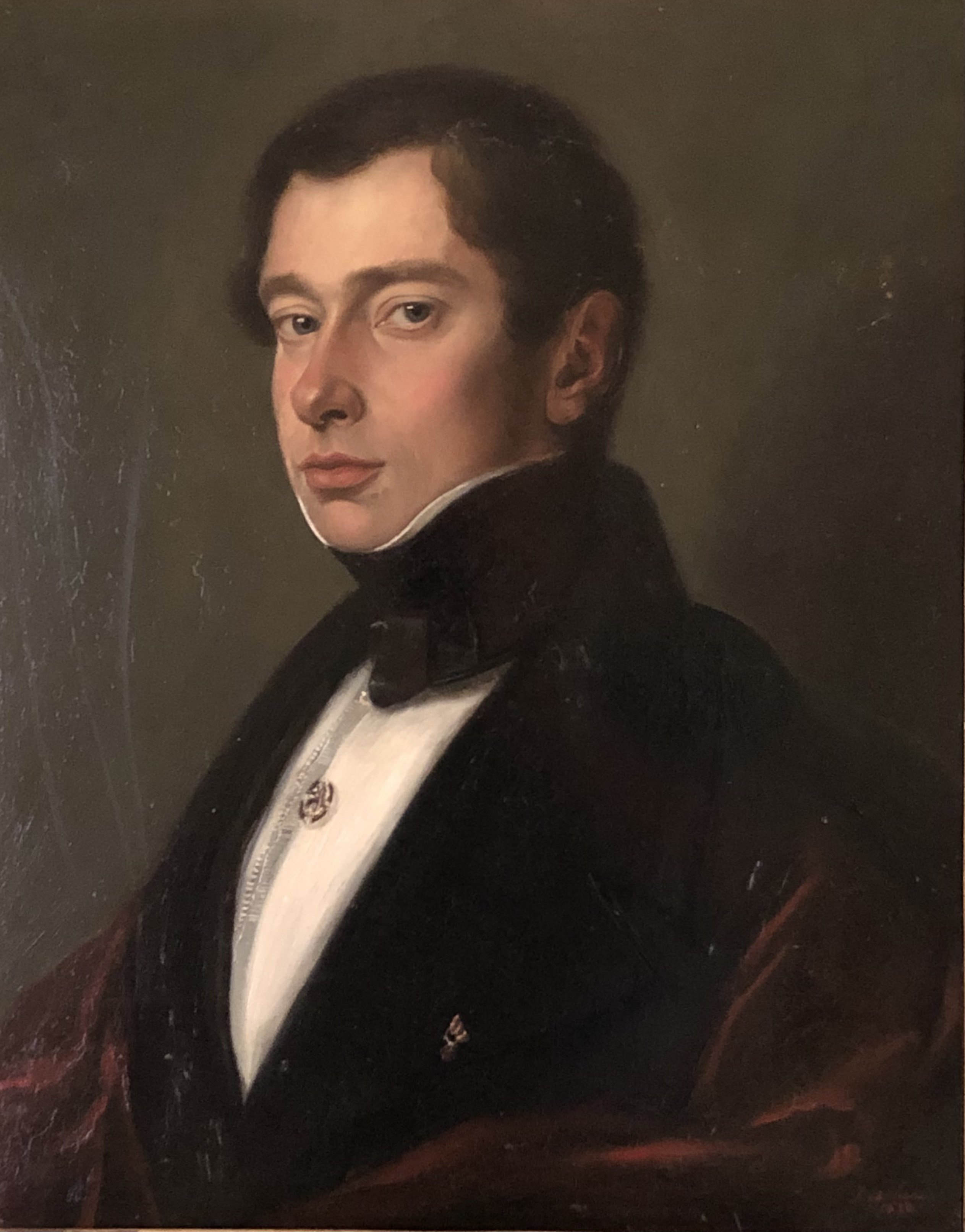
Hubertus Cato Waldeck (1811-1881), olieverf op paneel, door Johannes Daniël Susan (1823-1843), particuliere collectie

Hubertus Cato Waldeck (Den Haag, 1811 - aldaar, 27 februari 1881) was burgemeester van Loosduinen van 1850 tot 1872.

## Leven
Hubertus Cato Waldeck, telg uit een Haagse familie, werkte op het ministerie van Binnenlandse Zaken, laatstelijk als adjunct-commies. In 1830 nam hij als vrijwilliger bij de Haagse Schutterij deel aan de Tiendaagse Veldtocht in België. In 1842 vestigde Waldeck zich in Loosduinen waar hij in 1847 de buitenplaats “Berkendael” kocht. In 1850 solliciteerde hij naar de functie van burgemeester en secretaris van het Westlandse tuinbouwdorp Loosduinen. Tijdens zijn burgemeesterschap werd uitvoering gegeven aan de regelingen van de nieuwe Gemeentewet en kreeg Loosduinen onder meer een eigen gemeentehuis, een brandspuithuis en een kalkbranderij. In 1853 werd op aandringen van Waldeck de strandweg naar Kijkduin aangelegd, in eerste instantie voor een snellere verbinding naar het reddingstation en de ontwikkeling van de schelpvisserij, maar Waldeck zag in het project, toen al, ook een mogelijkheid om het toerisme te bevorderen. Hij stond even voortvarend als autoritair bekend. Tijdens de herdenking van de inname van Den Briel op 1 april1872 braken er ongeregeldheden uit tussen Hervormden en Katholieken, waarbij Waldeck zijn inzicht en gezag op een verkeerde manier liet gelden. Zijn harde optreden tegen de relschoppers leidde ten slotte tot zijn ontslag. Van 1872 tot 1874 was hij lid van de Provinciale Staten van Zuid-Holland.
Hubertus Cato Waldeck overleed op 27 februari 1881 in Den Haag.

## Familie
Hubertus Cato Waldeck was de zoon van Pieter Frederik Waldeck en Anna Maria Mondt. Hij trouwde op 29 juli 1835 met Clara Adriana van der Gaag (*1811). Zij was een telg uit de bekende Loosduins/Haagse drogistenfamilie. Haar tante Anna Cornelia Carbentus-van der Gaag was de grootmoeder van Vincent van Gogh.
Hubertus Cato Waldeck had drie oudere broers. Willem Hendrik Waldeck (1799-1876) was van 1854 tot 1869 lid van de Haagse gemeenteraad. Zijn broer Johannes Abraham Waldeck (1803-1888) was vanaf 1834 commissaris van Politie te Den Haag en van 1856 tot 1866 de hoofdcommissaris van Politie in dezelfde stad (Zie Jaarboek Die Haghe 1990, Johannes Abraham Waldeck en de Haagse politie in het midden van de 19de eeuw). Broer Pieter Frederik Waldeck (1805-1880) was officier van gezondheid en Ridder Militaire Willemsorde.

## Varia
- In de Loosduinse burgemeestersbuurt is de Burgemeester Waldeckstraat naar Hubertus Waldeck genoemd[1]. Ook is hij de naamgever van de wijk Waldeck.
- J.D. Susan (1823-1843) schilderde in 1836 een portret van H.C. Waldeck en van zijn echtgenote Clara van der Gaag (Coll. Wilhelm Waldeck Stichting, Den Haag).

## Bron
- Oud-Loosduinen. De Geschiedenis van een Haagse Woonwijk, door: J.G. de Ridder (1976)